# Boulton Paul Bourges
Boulton & Paul P.7 Bourges là một mẫu thử máy bay ném bom hai tầng cánh của Anh, do hãng Boulton & Paul nhằm thay thế Airco DH.10.

## Tính năng kỹ chiến thuật (Bourges)
Dữ liệu lấy từ British Aeroplanes 1914-18 
Đặc điểm tổng quát
- Kíp lái: 3
- Chiều dài: 37 ft 0 in (11,28 m)
- Sải cánh: 57 ft 4 in (17,48 m)
- Chiều cao: 12 ft 0 in (3,66 m)
- Diện tích cánh: 738 ft² (68,6 m²)
- Trọng lượng rỗng: 3.820 lb (1.736 kg)
- Trọng lượng có tải: 6.320 lb (2.873 kg)
- Động cơ: 2 × ABC Dragonfly I kiểu động cơ piston bố trí tròn 9 xy-lanh, làm mát bằng không khí, 320 hp (239 kW)  mỗi chiếc

 Hiệu suất bay 
- Vận tốc cực đại: 123,5 mph (107 kn, 199 km/h) trên độ cao 6.500 ft (1.980 m)
- Thời gian bay: 9¼ h
- Lên độ cao 15.000 ft (4.600 m): 25 phút 25 giây
- Trần bay: 20.000 ft (6.100 m)
- Tải trên cánh: 8,56 lb/ft² (41,9 kg/m²)
- Công suất/trọng lượng: 0,10 hp/lb (0,17 kW/kg)

Trang bị vũ khí

- Súng: 2 × súng máy Lewis .303 in (7,7 mm)
- Bom: 4 × quả bom 230 lb (105 kg)